# 招商局太子湾大厦

招商局太子湾大厦，是中国深圳市的一座摩天大楼，位于南山区蛇口太子湾片区，高374公尺、59层楼，塔冠设计似灯塔，完工后将点翠太子湾，于2021年动工、预计2026年完工，是深圳第十一高楼。